# GSM-R

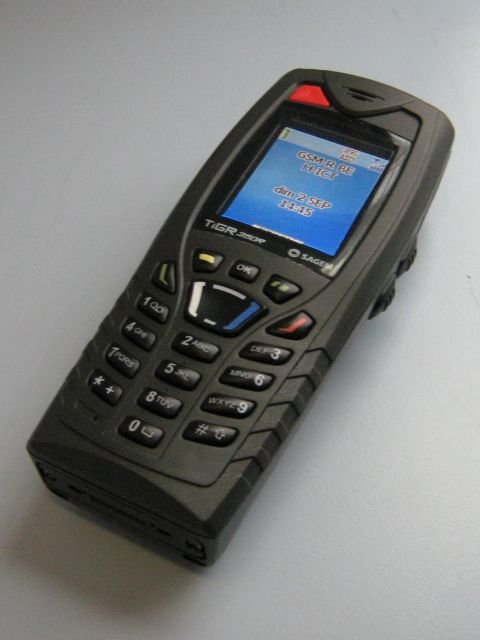
Un telefono cellulare GSM-R, attualmente usato in Belgio da SNCB.

Il GSM-R (GSM-Railway, GSM ferroviario in italiano) è uno standard internazionale di telefonia mobile per le comunicazioni ferroviarie.
Usato principalmente per le comunicazioni fra treni e centri di controllo, è una parte dell'ERTMS (European Rail Traffic Management System).
Il GSM-R è basato sulla tecnologia GSM, così da beneficiare della sua economia di scala ed essere un'alternativa conveniente alle numerose e non interoperabili soluzioni alternative attualmente in uso (o usate in passato).
Lo standard è il risultato di più di dieci anni di collaborazione fra le varie compagnie ferroviarie europee. È tuttora impiegato anche in Italia, dove la rete GSM-R è gestita da RFI.

## Funzionalità

### ASCI (Advanced Speech Call Items) - Funzionalità di conversazione avanzate

#### VGCS (Voice Group Call Service) - Chiamata di gruppo
La funzionalità VGCS consente ad un gran numero di utenti di partecipare alla stessa telefonata, dove però si parla uno alla volta. Si tratta di una funzione simile a quella offerta dal Push-to-talk in modalità PMR (Private Mobile Radio).
Il vantaggio principale rispetto alle chiamate conferenza è l'efficienza spettrale: durante una chiamata VGCS solo il parlante dispone di una coppia di canali (per ricezione e trasmissione) a lui dedicata, mentre tutti gli altri utenti ascoltano attraverso un unico canale in ricezione (nelle chiamate conferenza ogni utente dispone di una coppia di canali).

#### VBS (Voice Broadcast Service) - Servizio di trasmissione voce in broadcast
VBS è una chiamata di gruppo broadcast: è simile ad una chiamata VGCS, ma solo chi inizia la chiamata può parlare. Questa funzionalità è tipicamente usata per diramare avvisi.

#### REC (Railway Emergency Call) - Chiamata di emergenza ferroviaria
REC è una chiamata di gruppo riservata alle urgenze. Ha una priorità maggiore rispetto alle altre chiamate VGCS.

### Multi-Level Precedence and Pre-emption Service (eMLPP) - Precedenza multilivello e servizio di prelazione
A differenza del GSM tradizionale il GSM-R supporta diverse priorità.
I livelli di priorità sono:
- A e B: priorità massima (riservata ai messaggi di rete)
- 0: priorità massima per le chiamate (usata soprattutto per le chiamate REC)
- 1
- 2
- 3
- 4: priorità minima (predefinita)

Per le chiamate con priorità 0, 1 e 2 è disponibile una funzione di 'autorisposta'.

### Funzionalità Eirene

#### Assegnazione funzionale dei numeri
L'assegnazione funzionale dei numeri consente di chiamare persone in base al loro incarico piuttosto che alla loro identità. È inoltre possibile contattare persone in base a criteri di vicinanza fisica.

#### Conferma di fine chiamata
Disponibile solo per le chiamate di gruppo con priorità 0 e per le chiamate broadcast, la conferma di fine chiamata consiste in un resoconto inviato da ogni terminale che ha preso parte alla chiamata.
Tale resoconto contiene informazioni quali:
- Tipologia della chiamata
- Durata della chiamata
- Identificativo del terminale
- Ragione del termine della chiamata

Se il resoconto non può essere inviato subito il terminale riprova automaticamente in seguito, anche più volte se necessario.

#### Modalità smistamento
In modalità smistamento è fornito un segnale che rassicura sull'operatività del collegamento radio.

## Impiego
Lo standard GSM-R è impiegato o è in corso di implementazione in numerosi paesi europei (Germania, Austria, Belgio, Spagna, Finlandia, Francia, Gran Bretagna, Italia, Norvegia, Paesi Bassi, Svezia, Svizzera e Repubblica Ceca) ed in India.

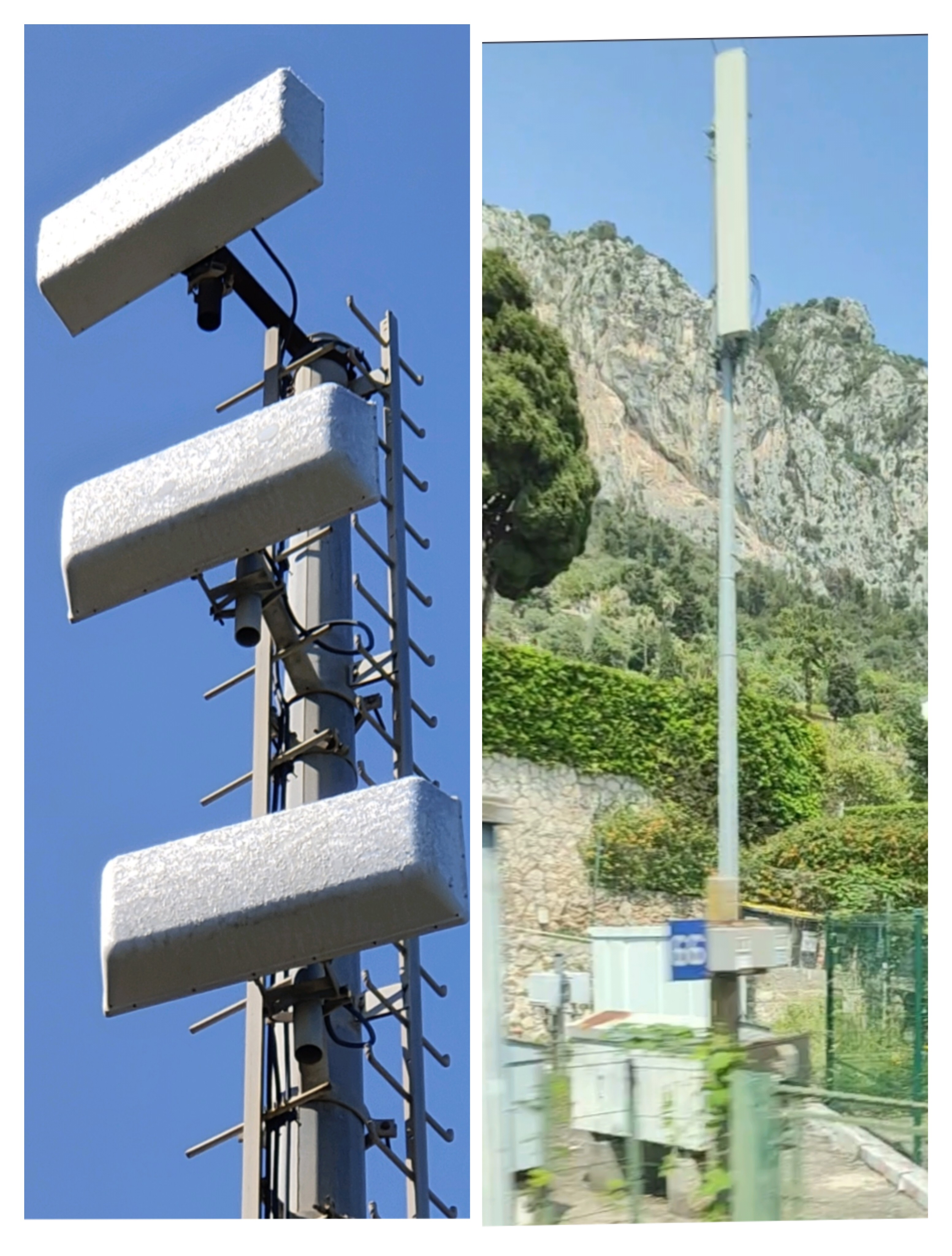
Antenne; a Dx albero-antenna SNCF

Lo standard GSM-R è attualmente in fase di attivazione in Algeria, le prime linee sulle quali è prevista la sua introduzione sono la linea Mecheria-Redjem Demouche e la linea Mecheria-Bechar (luglio 2012).
Altri paesi (come Croazia e Repubblica Slovacca) stanno pianificando la sua introduzione.
Altri ancora stanno realizzando studi di fattibilità (si annoverano in questo gruppo Cina, Stati Uniti e Russia, ma non solo).
(Dati del 2009)

### Impiego in Italia
Secondo quanto riportato da RFI, la rete GSM-R italiana è stata sviluppata dal 2004 ed è arrivata a coprire circa 9 000 chilometri di linee nel 2008, di cui oltre 1 000 in galleria. La maggior parte delle rimanenti linee sono coperte grazie ad accordi di roaming.

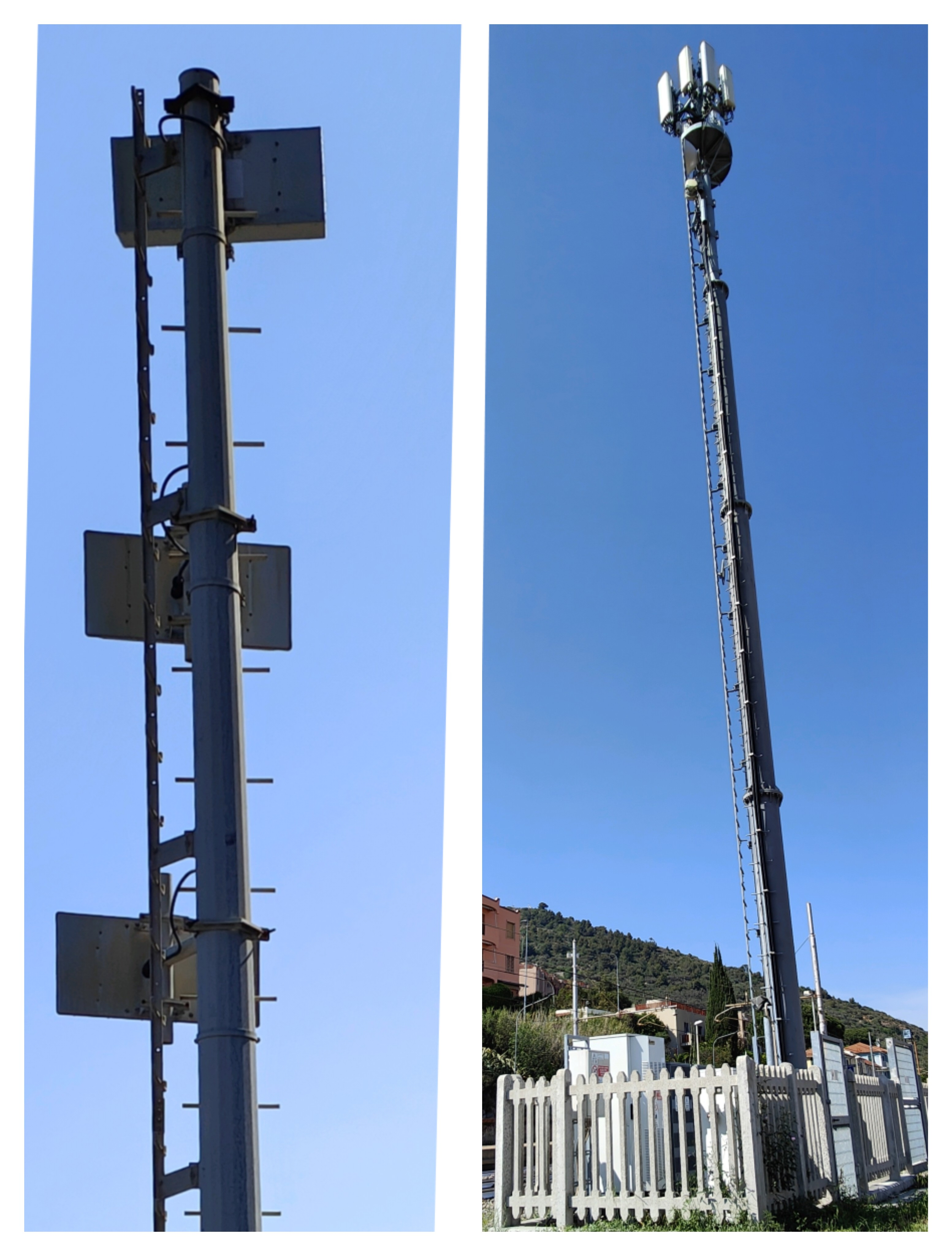
Impianti GSM-R: antenne e traliccio in uso a Rfi

La rete italiana GSM-R è gestita da RFI; al 2020 il terminale mobile fornito agli operatori è il Huawei GPH-R662.
Oltre al normale impiego sulla rete "chiusa", è possibile contattare utenze attestate sulle reti telefoniche pubbliche. In questo senso alla numerazione delle SIM RFI è stato attribuito il prefisso "313" e per fare una telefonata verso rete pubblica si dovrà anteporre il prefisso '907' al numero da chiamare (similarmente a un centralino), anche se attualmente questa modalità sta scomparendo perché sono in distribuzioni SIM con il profilo GSM-R Open dove è possibile chiamare tutti i numeri fissi e mobili.
Altri accordi consentono il roaming di terminali italiani sulla rete GSM-R: austriaca, tedesca, svizzera e francese